# Ладомирський Василь Миколайович
Василь Миколайович Ладомирський (1786—1847) — учасник Французько-російської війни 1812, полковник, московський повітовий предводитель дворянства, попечитель Новгород-Сіверської гімназії, дійсний статський радник, власник маєтку Братцеве.

## Біографія
Позашлюбний син фаворита Катерини II Римського-Корсакова та Є. Строганової. Успадкував від батьків підмосковне село Братцеве, де вони жили в цивільному шлюбі. Виховувався у Пажеському корпусі, звідки був випущений 26 січня 1807 року. У тому ж році вступив портупей-прапорщиком до Семенівського лейб-гвардії полку; в 1809 був проведений в прапорщики, в 1811 — в підпоручники, а 25 серпня 1812 він був призначений ад'ютантом до генерала Бороздіна.
У січні 1813 року призначений ад'ютантом до генерала Потьомкіна. Брав участь у кампаніях 1812—1813 років і у битвах: 12 вересня — при Дісні, 15-го — при Червоній Пахрі, 17-го — при Воронові, 21-го — при селі Спаському; 11 і 12 жовтня при — Малому Ярославці. За відзнаку, надану в цій останній справі 15 лютого 1813 нагороджений орденом Святого Володимира 4-го ступеня; за попередні справи 25 лютого 1813 він нагороджений шпагою «за хоробрість», тобто орденом Святої Анни 4-го ступеня. 22 жовтня він брав участь у битві при Вязьмі, 26-го — при Дорогужбі. 20 квітня 1813 року брав участь у Люценській битві, 9 травня — у битві під Бауценом, 14 серпня — при Пірні та при відступі через Гісгюбель-Голленберг. 17-го та 18-го він був під Кульмом, а 4, 5 та 6 жовтня брав участь у Лейпцизькій битві. За Бауцен отримав орден Святої Анни 2-го ступеня, за Кульм — золоту шпагу «за хоробрість» та залізний Кульмський хрест. Крім того, отримав срібну медаль за війну 1812 року.
23 вересня 1813 року був проведений у поручники. У 1814 році 18 березня Василь був під Парижем, потім через Нормандію поїхав до Шербура, звідки з російською ескадрою повернувся до Петербурга. У 1816 році був проведений в штабс-капітани, в 1819 році — в капітани. В 1820 Василій вже в чині полковника був переведений до Дерптського кінно-єгерського полку.
Через рік 1821 року Ладомирський вийшов у відставку з мундиром у 12 років служби. Після смерті свого батька отримав у спадок його маєтки у Московській та Чернігівській губерніях та кам'яний будинок у Москві. Записаний у дворяни Московської губернії, в 1832 Ладомирський був обраний московським повітовим предводителем дворянства. У 1834 році наданий в камергери.
У січні 1835 був знову обраний предводителем дворянства. У вересні того ж року вийшов у відставку. У 1834 році чернігівським дворянством був обраний почесним піклувальником Новгород-Сіверської гімназії. 28 листопада 1838 був затверджений чернігівським ватажком дворянства, цю посаду обіймав до самої своєї смерті. Помер 24 листопада 1847 року і похований у своєму підмосковному имении Братцево, у склепі під церквою Покрова Пресвятої Богородиці

## сім'я
|                                                                                      |  |  |
| Зліва:Софія Федорівна Ладомирська, дружина Зправа: Софія Василівна Апраксіна, донька |  |  |

Був двічі одружений.
1. дружина — князівна Марія Ксаверіївна Любомирська (1797—1815), дочка Ксаверія Любомирського (1747—1819). Похована у церкві села Паликовичі, Чернігівської губернії.
2. дружина (з 19 січня 1819 року)[1] — княжна Софія Федорівна Гагаріна (1794—1855), фрейліна двору, молодша дочка князя Ф. Гагаріна від його шлюбу з княжною П. Трубецькою; сестра княгині В. Вяземської. Шлюб її був щасливим, затьмарювали його лише часті розлуки з чоловіком, який перебував у постійних роз'їздах у справах управління батьківськими маєтками. Софія Федоровна здебільшого жила в Братцеві і там же 1855 року померла від тифу. Була похована поряд із чоловіком. Діти:
  - Іван Васильович (1820- ?)
  - Микола Васильович (1822- ?)
  - Федір Васильович (22.06.1826[2] ?), хрещеник П. А. Кологрівова та княгині В. Вяземській.
  - Софія Василівна (1831—1880), з 1850 року одружена з троюрідним братом графом Олександром Апраксиним. Похована на Казанському цвинтарі Царського села[3].
  - Зінаїда Василівна (1832-22.04.1895[4]), фрейліна, з 1856 одружена з ротмістром князем Дмитром Михайловичем Голіциним (1827—1895), в 1866 він був обраний предводителем Московського дворянства. Їхній син В. Голіцин. Померла у Криму від «інфлюенції та запалення легенів». Після відспівування в Успенській церкві у с. Аутці її прах був перевезений до Москви.
  - Петро Васильович (30.12.1834[5] -18.02.1888[6]), підполковник, помер від запалення легень.